# Lonicera tubuliflora
Lonicera tubuliflora là một loài thực vật có hoa trong họ Kim ngân. Loài này được Rehder mô tả khoa học đầu tiên năm 1911.